# Dyschirus tenuispinus
Dyschirus tenuispinus är en skalbaggsart som beskrevs av Carl Hildebrand Lindroth. Dyschirus tenuispinus ingår i släktet Dyschirus och familjen jordlöpare. Inga underarter finns listade i Catalogue of Life.